# پیشگویی خودبرآورنده

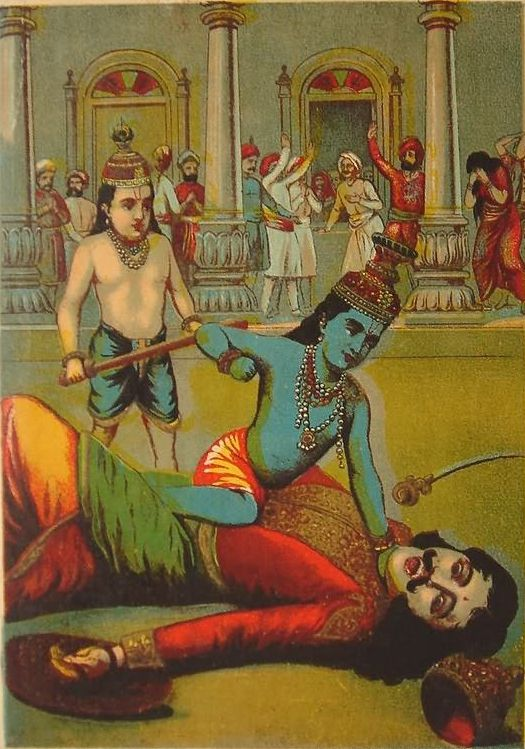
یک نقاشی نماد پیشگویی خودکام‌بخش

پیشگویی خودبرآورنده (به انگلیسی: Self-fulfilling prophecy) اشاره به مواردی است که رخ دادن قضیه‌ای نه نتیجه روند طبیعی امور، بلکه نتیجه انتظارات قبلی فرد و اقدامات او برای جلوگیری از محقق شدن قضیه است؛ مثلاً تلقین موضوعی به خود یا دیگران باعث تغییر ناخودآگاه رفتار فرد و در نتیجه محقق شدن آن موضوع در آینده شود، که به آن با عنوان تأثیر انتظارات یاد می‌شود. برای نمونه کسی که بسیار از بیمار شدن بترسد و با نگرانی، باور پیدا کند که بیمار خواهد شد، با نگرانی زیاد خود ممکن است سیستم ایمنی بدن خود را تضعیف کرده و به این خاطر واقعاً بیمار شود. یا فردی که به‌طور کلی خوش‌بین است و دیگران را انسان‌هایی خوب می‌داند و انتظار دارد از مردم برخورد خوب ببیند، احتمالاً با خوش‌رویی با مردم برخورد می‌کند و در نتیجه از آن‌ها برخورد خوب و خوش‌اخلاقی می‌بیند. یا کسی که خود را خوش‌شانس می‌داند، بیشتر در رقابت‌های مختلف شرکت می‌کند و در نتیجه، ممکن است احتمال برنده شدنش بیشتر شود.
در فرهنگ غربی برای اشاره به این پدیده از اصطلاح پیش‌گویی خودشکوفا استفاده می‌کنند. این اصطلاح زمانی به‌کار می‌رود که فردی چنان به «پیش‌گویی و پیش‌بینی» خود در مورد موضوعی در آینده ایمان داشته باشد که ناخودآگاه رفتار و کوشش او برای محقق ساختن آن موضوع هم‌جهت شده و به این خاطر سرانجام آن موضوع و مورد تحقق پیدا کند.
کاربرد اصطلاح پیش‌گویی خودشکوفا فرض را بر این می‌گذارد که باورها و پیش‌فرض‌های افراد، به رفتار آن‌ها جهت داده و مسیر رویدادها را تغییر می‌دهد. مثال تاریخی: در سال ۱۹۲۹ در ایالات متحدهٔ آمریکا بحران مالی پیش آمد و شایع شد که بانک‌ها ورشکست خواهند شد. به همین دلیل مردم به بانک‌ها هجوم بردند و پول‌های خود را بیرون کشیدند. همین موضوع باعث ورشکستگی بانک‌ها شد.
رابرت کی. مرتن، یکی از چهره‌های برجسته جامعه‌شناسی قرن بیستم، مفهوم پیش‌گویی خودشکوفا را برای اولین بار شناسایی و معرفی‌کرد. مرتن این مفهوم را این گونه تعریف می‌کند: پیش‌گویی خودمحقق در آغاز تعریفی است غلط از وضعیتی که رفتاری جدید را برمی‌انگیزد و [همان رفتار] باعث می‌شود تصور غلط اولیه به واقعیت بپیوند. به زبانی ساده پیش‌گویی خودشکوفا یک جور غیب‌گویی است که با ایجاد خطاهای پی‌درپی به خود واقعیت می‌بخشد. مرتن از این مفهوم برای توضیح پدیده‌های اجتماعی استفاده می‌کرد.
پیش‌گویی خودشکوفا یا پیش‌گویی خودمُحَقَق، در مقابل پیش‌گویی خودمخرب (Self-defeating prophecy) قرار دارد. در پیش‌بینی خود-مخرب یک پیش‌بینی انجام می‌شود ولی خود آن شرایطی را به وجود می‌آورد که در نهایت مانع از به وقوع پیوستن آن می‌شوند. توجه داشته باشید که پیش‌بینی خود-مخرب با یک پیش‌بینی خودمحقق‌کننده که رویدادی منفی را پیش‌بینی می‌کند تفاوت دارد. برای مثال، مارکسیسم یک پیشگویی خود مخرب است. نظام سرمایه‌داری با عنایت به پیش‌گویی‌های مارکسیسم، نرخ مالیات را بالا می‌برد و از این رو، مانع از بروز شکاف طبقاتی عمیق و نابودی خود می‌شود.